# IC 467
IC 467 ist eine Balken-Spiralgalaxie vom Hubble-Typ SBc im Sternbild Giraffe am Nordsternhimmel. Sie ist schätzungsweise 97 Millionen Lichtjahre von der Milchstraße entfernt und hat einen Durchmesser von etwa 85.000 Lichtjahren. Gemeinsam mit NGC 2336 bildet sie das isolierte Galaxienpaar KPG 132.
Das Objekt wurde am 7. November 1890 vom britischen Astronomen William Frederick Denning entdeckt.